# Robert Redeker
Robert Redeker (Lescure, 27 maggio 1954) è un filosofo e scrittore francese.
Ha insegnato filosofia alla scuola secondaria Pierre-Paul-Riquet di Saint-Orens-de-Gameville ed alla École nationale de l'aviation civile di Tolosa. Dal 2006 vive sotto protezione della polizia per le minacce ricevute da fondamentalisti islamici dopo la pubblicazione di un suo articolo critico verso l'Islam su Le Monde.
Fa parte del comitato di redazione delle riviste Les Temps modernes e Des Lois et des Hommes, del comitato scientifico del C.A.L.S. (Université Toulouse-le-Mirail) e della commissione «philosophie-sciences religieuses-psychanalyse» del Centre national du Livre.

## Biografia
Primo di quattro fratelli, i suoi genitori erano braccianti agricoli nel sud-est della Francia. Sua madre era figlia di un politico tedesco della destra cattolica filo francese, favorevole al passaggio alla Francia della Renania oltre che contrario al nazismo. Per questo era stato imprigionato e, evaso, si era trasferito in Francia. Suo padre aveva servito nell'Afrikakorps.
Diplomatosi nel 1974, diventa insegnante di filosofia nel 1980. Nel 2002 è nominato presidente del comitato pro-Jean-Pierre Chevènement.
Nel 2006 è fatto oggetto di minacce di morte tramite il web all'indomani della pubblicazione di un suo editoriale sul quotidiano francese Le Figaro. Da allora vive in anonimato e sotto la protezione della polizia.
Il 20 gennaio 2007 Robert Redeker ha dichiarato a France Info (informazione rilanciata dall'agenzia AFP lo stesso giorno) che il precedente 17 gennaio il ministro dell'educazione Gilles de Robien gli ha offerto di lavorare per il CNRS e per questo ha rinunciato ad insegnare nei licei.

## Di fronte alle intimidazioni islamiste che deve fare il mondo libero?
Prendendo lo spunto dalla Controversia con l'Islam sulla lezione di Ratisbona di Papa Benedetto XVI del 16 settembre 2006, Robert Redeker scrive un articolo di appoggio al Papa pubblicato il successivo 19 settembre su Le Figaro intitolato "Face aux intimidations islamistes, que doit faire le monde libre ?" (Di fronte alle intimidazioni islamiste che deve fare il mondo libero?) dove, tra l'altro, affermava:
- «Le reazioni suscitate dall'analisi di Benedetto XVI su Islam e violenza sono da ascrivere al tentativo di quell'Islam di soffocare ciò che l'Occidente ha di più prezioso e che non esiste in alcun paese musulmano: la libertà di pensare e di esprimersi[3].»;
- «L'Islam cerca di imporre all'Europa le sue regole: apertura di piscine a certe ore solo per le donne, interdizione di caricature su quella religione, richiesta di un regime alimentare particolare per i bambini musulmani nelle mense, richiesta di indossare il velo a scuola, accusa di islamofobia contro gli spiriti liberi. Come spiegare il divieto dei tanga a Paris-Plage quest'estate?[4]»;
- «Odio e violenza sono nel libro nel quale ogni musulmano è educato, il Corano[5]»;
- «Esaltazione della violenza: signore della guerra spietato, razziatore, massacratore di ebrei e poligamo, così si mostra Maometto attraverso il Corano[6]» ;

### Reazioni
La Tunisia e l'Egitto hanno protestato ufficialmente ritirando dalle edicole il numero de Le Figaro che pubblicava l'articolo di Robert Redeker. A seguito di ciò, Robert Redeker è stato fatto oggetto di minacce attraverso un sito web che la DTS (il servizio di informazioni del Ministero degli interni) e DCRG (il servizio di informazioni della polizia francese) reputa vicino ad al-Qaida.
Secondo Le Monde, la DST avrebbe individuato contributi a forum islamisti jihadisti in inglese con foto, indirizzo e piantine per raggiungere il domicilio di Redeker che, per questa ragione, è stato posto sotto la protezione della polizia, ha dovuto lasciare il suo domicilio e non insegna più dal 20 settembre 2006. La sua situazione è, secondo le sue stesse parole, «catastrophique» (catastrofica).
Caroline Fourest, il 18 ottobre sul blog della rivista Prochoix, denunciò la condanna dell'editoriale di Redeker da parte dell'imam Youssef al-Qaradawi sulla catena televisiva Al Jazeera, giudicando un suo commento sulla questione paragonabile ad una fatwā e confrontando il caso Redeker a quello Rushdie. In precedenza (30 settembre) sul quotidiano Libération aveva già affermato:
Chantal Delsol se la prende invece contro la mancata presa di posizione delle rappresentanze musulmane francesi
Altri, smentiscono la Fatwa: "mai Al-Kardaoui ha additato il «filosofo» francese per una vendetta, contrariamente a quanto hanno affermato alcuni e la stessa stampa" fornendo anche il link alla trasmissione archiviata (in arabo). In effetti Robert Redeker non è mai menzionato e neppure la parola fatwa.
Pierre Tevanian, professore di filosofia ed attivista di diverse associazioni qualifica come ingiurie razziste ed islamofobe le opinioni di Redeker. Commentandole si chiede se: «I nostri ministri, editorialisti, sindacalisti e specialisti dell'oscurantismo avrebbero espresso allo stesso modo le loro riserve, prese di distanza, disaccordo o antipatie verso un autore che avesse spiegato che «l'ebraismo provoca la paralisi dell'intelligenza in ogni ebreo», che «Gesù è un maestro di amore e Mosè maestro di odio», o ancora che «l'odio e la violenza sono nel libro con cui tutti gli ebrei sono cresciuti, la Torah», infise se «in tali casi, avrebbero concluso altrettanto unanimemente e solennemente sul primato e sul carattere intoccabile ed indivisibile della libertà di espressione»
Justin Vaïsse, autore di un libro sull'Islam in Francia difende il principio della libertà di espressione ma aggiunge che l'articolo di Redeker è guidato da «propositi anti-islamici» e che l'articolo è «stupido, politicamente irresponsabile, intellettualmente inconsistente ed inoltre di grande debolezza»
La Ligue française pour la défense des droits de l'homme et du citoyen ha condannato le minacce di morte, ma il presidente del MRAP ha paragonato Robert Redeker a Ben Laden.
In un articolo de Le Parisien del 3 ottobre 2006,, Soheib Bencheikh, già muftī di Marsiglia e direttore dell'Institut des sciences islamiques, scrive: «Riguardo a Robert Redeker dico: lasciatelo parlare! Coloro che non sono d'accordo con lui non hanno che da rispondergli per iscritto ed argomentando» Si esprime anche per una libera critica dell'Islam: «Non criticare l'Islam sarebbe una forma di segregazione. Invece bisogna dire: Maometto è un essere umano. È debole ed il suo messaggio è interpretabile»
Numerose petizioni sono state raccolte a sostegno di Redeker. Una di queste era titolata Contre la barbarie, le soutien à Robert Redeker doit être sans réserve che ha tra i firmatari Michel Onfray (filosofo), Corinne Lepage (presidente di Cap 21), Alain Finkielkraut (filosofo) e Yvette Roudy (ex ministro) che non temono di esporsi. La rivista Le Meilleur des Mondes è stata la prima a mobilitarsi già il 1º ottobre raccogliendo le adesioni di numerosi intellettuali quali Élisabeth Badinter, André Glucksmann, Claude Lanzmann e Bernard-Henri Lévy, poi pubblicata su le Monde il 3 ottobre 2006. Questo è lo stesso gruppo di scrittori della redazione del Meilleur des Mondes che poi organizzera a Tolosa, insieme a SOS Racisme et CRIF, il primo incontro di solidarietà verso Redeker che così ebbe modo, dopo settimane, di mostrarsi in pubblico.
Il 15 novembre 2006 su le Figaro un gruppo di professori di filosofia delle scuole secondarie superiori pubblicano un articolo dal titolo «La philo de Redeker, pensée ou provocation ?» in cui annunciano una serata a sostegno di Robert Redeker organizzata per il giorno successiva a la Maison du Barreau di Parigi, con l'appoggio di Licra e la partecipazione di Soheib Bencheikh, Pascal Bruckner, Alain Finkielkraut, Élisabeth de Fontenay, Blandine Kriegel, Claude Lanzmann, Hélène Roudier de Lara, Philippe Val, ed altri.
Il 3 ottobre 2006 un gruppo di illustri intellettuali francesi pubblicò un "appel en faveur de Robert Redeker" (appello di solidarietà con Robert Redeker) su Le Monde. Tra di loro c'erano Élisabeth Badinter, Alain Finkielkraut, André Glucksmann, Claude Lanzmann (insieme alla redazione de "Les Temps Modernes") e Bernard-Henri Lévy. Essi affermavano di vedere le loro libertà più basilari messe a rischio da un pugno di fanatici con il pretesto di leggi religiose, criticano la tendenza in atto in Europa di evitare "provocazioni" per non offendere supposte sensibilità straniere. La gran parte delle reazioni ufficiali fu però ostile: così quella de 'Le Monde' che qualificò l'articolo di Redeker come “eccessivo, ingannoso ed insultante".
La polizia individuò subito sul web minacce di morte molto precise contro Robert Redeker (incluso indirizzo, foto sue e della sua casa corredate da cartine) che da allora vive nascosto.

## Opere principali
- Le sport contre les peuples, Berg International, 28 gennaio 2002 ISBN 2911289412
- Nouvelles figures de l'homme : Inhumain, déshumain, néghumain, Éditions Le Bord de L'eau, 4 novembre 2004 ISBN 2911803973
- Il faut tenter de vivre , Seuil, 18 gennaio 2007 ISBN 978-2020931359
- Combattre l'obscurantisme. Avec Robert Redeker, Patrick Gaubert (dir.), intervista con Dominique de Montvalon, seguita da testi di Laure Adler, Élisabeth Badinter, Soheib Bencheikh, Abdennour Bidar, Pascal Bruckner, Chahla Chafiq, Christian Charrière-Bournazel, Guy Coq, Alain David, Christian Delacampagne, Anny Dayan-Rosenman, Alain Finkielkraut, Élisabeth de Fontenay, Caroline Fourest, Patrick Kessel, Catherine Kintzler, Blandine Kriegel, Claude Lanzmann, Michel Laval, Marc Lefèvre, Jean-Philippe Moinet, Hélène Roudier de Lara, Mohamed Sifaoui, Jean-Claude Sommaire, Dominique Sopo, Antoine Spire, Martine Storti, Jacques Tarnero, Florence Taubmann, Bernard Teper e Philippe Val, ed. Jacob-Duvernet, Parigi, 2007, 212 p. ISBN 978-2-84724-154-9
- Le sport est-il inhumain ?, ed. du Panama, Parigi, 2008, 131 p. ISBN 978-2-7557-0118-0
- « Yes we can » (Slogan électoral), ed. Pleins Feux, coll. « Variations politiques », Nantes, 2009, 48 p. ISBN 978-2-84729-089-9
- Egobody : La fabrique de l'homme nouveau, ed. Fayard, Parigi, 2010, 199 p. ISBN 978-2-213-65500-0